# Malformação adenomatoide cística congênita
Malformação adenomatóide cística congênita (MACC) é uma desordem congênita do pulmão. Em MACC, geralmente um lóbulo do pulmão inteiro é substituída por uma parte cística sem funcionamento de tecido pulmonar anormal. Este tecido anormal nunca funciona como tecido de pulmão normal. A causa subjacente para a MACC é desconhecida. Ocorre em aproximadamente 1 em cada 30.000 gestações. 
Na maioria dos casos o prognóstico de um feto com a malformação é muito bom. No entanto, em alguns casos raros, uma massa cística cresce tanto que limita o crescimento do pulmão circundante e causa uma pressão contra o coração. Nestas situações, a MACC pode ser fatal para o feto.

## Diagnóstico
O MACC é muitas vezes identificado no pré-natal na ultrassonografia de rotina. Características identificadas em uma ecografia incluem: massa brilhante aparecendo no peito do feto, o deslocamento do centro da sua posição normal, uma membrana plana ou empurrada para baixo ou a ausência de tecido pulmonar visível.
A malformação é classificada em três tipos diferentes, em grande parte com base em sua aparência bruta. Tipo I tem grandes cistos menores que 2 cm. Tipo II tem cistos uniformes menores. Tipo III não é grosseiramente cística, referido como o tipo "adenomatoide". Microscopicamente, as lesões não são cistos verdadeiros, mas se comunicam com o parênquima circundante. 

## Tratamento
Na maioria dos casos, um feto com MACC é monitorado de perto durante a gravidez e é removido através de cirurgia após o nascimento. A maioria dos bebês com a MACC nascem sem complicações e são monitorados durante os primeiros meses. Muitos pacientes têm a cirurgia, normalmente antes de seu primeiro aniversário, por causa do risco de infecções pulmonares recorrentes associados com o problema. Alguns cirurgiões pediátricos podem remover essas lesões fazendo pequenas incisões com o auxílio de um telescópio (toracoscopia). No entanto, alguns pacientes MACC vivem uma vida plena, sem qualquer complicação ou incidente.
Em casos muito raros, em que o coração do feto está em perigo, a cirurgia fetal pode ser realizada para remover os cistos. Se uma hidropsia fetal não-imune surgir, existe uma mortalidade quase universal do feto sem intervenção. A cirurgia fetal pode melhorar a taxa de sobrevivência entre 50-60%.